# Metridia pacifica
Metridia pacifica är en kräftdjursart som beskrevs av Brodsky 1950. Metridia pacifica ingår i släktet Metridia och familjen Metridinidae. Inga underarter finns listade i Catalogue of Life.